# Batšeba s dopisem krále Davida
Batšeba s dopisem krále Davida je Rembrandtův obraz; zachycuje okamžik, kdy Batšeba, žena vojáka Urijáše, při toaletě dostává dopis od krále Davida. V levém dolním rohu obrazu sedí stařena, která jí utírá nohy. Rentgenové snímky obrazu ukázaly původní vzpřímenou polohu hlavy Batšeby.
Obraz se v současné době nachází v Louvru, v křídle Richelieu, v sále číslo 31. Zobrazenou je s největší pravděpodobností Rembrandtova modelka, hospodyně a později přítelkyně Hendrickje Stoffelsová, s kterou žil v posledních letech svého života a měl s ní dceru Cornelii. Lékaři si povšimli deformity levého prsu modelky a navrhli možné diagnózy: karcinom prsu, tuberkulózní absces, mastitidu způsobenou neúspěšným těhotenstvím. Rakovina prsu je nepravděpodobná, neboť Stoffelsová žila ještě dalších devět let.